# استان سانتو دومینیگو
استان سانتو دومینیگو (به لاتین: Santo Domingo Province) یک استان در جمهوری دومینیکن است.
مساحت این استان ۱٬۲۹۶٫۳۵ کیلومتر مربع و جمعیت آن در سال ۲۰۱۴ میلادی ۳٬۲۶۳٬۰۵۳ نفر می‌باشد.

## خواهرخوانده
شهر کاسرس خواهرخواندهٔ استان سانتو دومینیگو هست.